# Мишо, Себастьен
Себастьен Мишо (фр. Sébastien Michaud, род. 7 мая 1987) — канадский тхэквондист, участник Олимпийских игр 2008 и 2012 годов.

## Карьера
В 2008 году на Олимпийских играх в весовой категории до 80 кг выиграл бой против пуэрториканца Анхеля Романа, но на следующем этапе проиграл азербайджанцу Рашаду Ахмадову.
В 2012 году на Олимпийских играх в Лондоне в весовой категории до 80 кг проиграл на первом же этапе армянину Арману Еремяну.